# Legislaturas de la Comunidad Foral de Navarra
Las legislaturas en la Comunidad Foral de Navarra poseen una duración de 4 años efectivos, que es el tiempo que se encuentra entre dos elecciones.

## Lista de legislaturas de España
- (1979-1983): Legislatura de transición de Navarra, inicio de la negociación del régimen foral por parte del Parlamento Foral de Navarra.
- (1983-1987): I legislatura de Navarra, tras las elecciones al Parlamento de Navarra de 1983.
- (1987-1991): II legislatura de Navarra, tras las elecciones al Parlamento de Navarra de 1987.
- (1991-1995): III legislatura de Navarra, tras las elecciones al Parlamento de Navarra de 1991.
- (1995-1999): IV legislatura de Navarra, tras las elecciones al Parlamento de Navarra de 1995.
- (1999-2003): V legislatura de Navarra, tras las elecciones al Parlamento de Navarra de 1999.
- (2003-2007): VI legislatura de Navarra, tras las elecciones al Parlamento de Navarra de 2003.
- (2007-2011): VII legislatura de Navarra, tras las elecciones al Parlamento de Navarra de 2007.
- (2011-2015): VIII legislatura de Navarra, tras las elecciones al Parlamento de Navarra de 2011.
- (2015-2019): IX legislatura de Navarra, tras las elecciones al Parlamento de Navarra de 2015.
- (2019-2023): X legislatura de Navarra, tras las elecciones al Parlamento de Navarra de 2019.
- (2023-2027): XI legislatura de Navarra, tras las elecciones al Parlamento de Navarra de 2023.